# Dennis Mencia
Dennis Mencia (Honduras, 20 de mayo de 1983) es un modelo y actor hondureño de cine y televisión.

## Biografía
Dennis nació en La Lima, ciudad al norte de Honduras. Pasó su adolescencia en Fort Lauderdale, Florida y dio sus primeros pasos en el teatro en los Estados Unidos. Más tarde fue contratado por las reconocidas cadenas de Telemundo y Univisión. Es conocido por su personaje Mateo Villanueva en la serie de televisión Jane the Virgin. El actor de 1.80 metros se describe a sí mismo como orientado a metas, comprometido y apasionado por la vida. Fue coronado Mister Honduras en el año 2011.

## Cine y Televisión - Paramédico (2011)
- Dame chocolate Si no estás' (Cortometraje) - Chico del casino (2009)
- Perro amor - Coreografo de baile (2010)
- High School Gig - Michael Menin (2010)
- Aurora - Criminal (2010)
- Mi corazón insiste en Lola Volcán - El Coyote (2011)
- La casa de al lado - Gambler (2011)
- RPM Miami -Oficial de policía (2011)
- Blinding Light (Cortometraje) - Ray (2011)
- Relaciones peligrosas - El gato (2012)
- Oficial

| fefeifgOUGhSDwrohysWDr u bddvbbhgafdijshygqwejfdrgy938R83uiq(Ry81yr1e1eq1ye0ru1uri2hjg8iYTW'4ohy248tydh2we8oty98ty23r23oy2398fory'08yr892yr982y |  | u g;iwe we'twyt8weyt' | efdfsfkjfdkdbfsdadfgdag |
| --- |  | --------------------- | ----------------------- |
| |  |                       |                         |
| |  |                       |                         |
| |  |                       |                         |

dfdffd
- - Jacobito (2012)
- The Earning Son - Rodrigo Martínez (2013)
- Conscious Matter - Dr. Lucas Hernández (2013)
- Esperando (Cortometraje) - Pedro Pablo (2013)
- Entanglements: Enredos de cuatro - U.S. navy (2014-2015)
- Muted Voices (Cortometraje) - Hermano (2014)
- What Do You Know (Cortometraje) - Miguel (2015)
- Buddy Solitaire - Paciente Hot (2016)
- Tiempo de historias - Pedro Pablo (2016)
- Jane the Virgin - Mateo (2015-2018)
- Stitchers - Ramom (2016)
- El Placer De Dar Placer - Raul (2023)
- The Infiltrators - Samuel Soto (2019)